# Aureliano in Palmira
Aureliano in Palmira è un'opera in 2 atti di Gioachino Rossini.
Il libretto di Felice Romani trae spunto da Zenobia in Palmira, il libretto di Gaetano Sertor musicato da Pasquale Anfossi (Venezia, 1789) e da Giovanni Paisiello (Napoli, 1790).
L'opera fu rappresentata la prima volta in occasione dell'apertura della stagione di Carnevale del Teatro alla Scala di Milano il 26 dicembre 1813, senza riscuotere successo, ma senza neanche fare fiasco, come dimostrano le 14 repliche che seguirono. Probabilmente il mancato successo fu in parte dovuto ai cantanti (il famoso castrato Giovanni Battista Velluti, per cui Rossini aveva scritto il ruolo di Arsace, non fu all'altezza della sua fama), poiché Rossini credette alla validità della musica, che recuperò per l'Elisabetta, regina d'Inghilterra che invece, grazie alla migliore drammaturgia e l'ottima compagnia di canto, riscosse un enorme successo. In particolare la sinfonia dell'opera, dopo essere passata per l'Elisabetta approdò al Barbiere, diventando uno dei brani più celebri del pesarese (così come il coro d'apertura Sposa del grande Osiride fu reimpiegato per la serenata del Conte d'Almaviva Ecco ridente in cielo).

L'opera ebbe circolazione fino agli anni trenta dell'800 (grazie a Velluti che riprese più volte il ruolo di Arsace) per poi cadere nell'oblio. 
Grazie all'edizione curata dal maestro Giacomo Zani, si ebbe la rappresentazione in tempi moderni nel 1980 a Genova, con Luciana Serra nei panni di Zenobia, affiancata da Helga Müller-Molinari nel ruolo di Arsace e Paolo Barbacini quale Aureliano. Successive rappresentazioni si ebbero nel 1991 a Lucca (con Denia Mazzola e Luciana d'Intino), nel 1996 a Bad Wildbad, nel 2011 a Martina Franca e al Rossini Opera Festival del 2014.

## Cast della prima assoluta
| Ruolo             | Registro vocale    | Interprete                |
| ----------------- | ------------------ | ------------------------- |
| Aureliano         | tenore             | Luigi Mari                |
| Zenobia           | soprano            | Lorenza Correa            |
| Arsace            | contralto castrato | Giovanni Battista Velluti |
| Publia            | mezzosoprano       | Luigia Sorrentini         |
| Oraspe            | tenore             | Gaetano Pozzi             |
| Licinio           | basso              | Pietro Vasoli             |
| Il Gran Sacerdote | basso              | Vincenzo Botticelli       |

## Trama
La scena si svolge nella città di Palmira e nei suoi dintorni, nell'anno 274.

### Atto I
La regina Zenobia, il suo amante Arsace e i preti offrono sacrifici nel tempio di Iside e pregano per la loro salvezza temendo l'esercito romano che si sta avvicinando. Il generale Oraspe entra accompagnato da musica marziale e annuncia che l'imperatore Aureliano e l'esercito romano sono ormai alle porte di Palmira. Arsace impegna le truppe persiane nella difesa della città. Dopo una drammatica battaglia nei pressi della città, i persiani vengono sconfitti. I soldati romani celebrano la vittoria. Giunge Aureliano e si rivolge ad Arsace, ora prigioniero. Questi replica all'imperatore con dignità e proclama il suo amore per Zenobia, dicendosi pronto a morire per lei.
In Palmira, Zenobia ha nascosto il tesoro del regno nelle volte sotto il palazzo. Decide di opporre un'ultima resistenza con le sue truppe per salvare la città. Chiede ad Aureliano una tregua, in modo da potergli parlare e ottenere la libertà dei prigionieri, incluso Arsace. Al rifiuto di Aureliano di liberare i prigionieri, chiede di poter almeno vedere Arsace un'ultima volta. Zenobia e Arsace piangono per il loro destino. Aureliano entra e promette di liberare Arsace a condizione che egli abbandoni Zenobia. Arsace rifiuta e viene condannato a morte. Gli eserciti di Roma e di Palmira si preparano per l'ultima battaglia.

### Atto II
I romani hanno conquistato Palmira. Aureliano entra nel palazzo di Zenobia e le offre il proprio amore, ma lei rifiuta. Nel frattempo Oraspe libera Arsace, che fugge sulle colline presso l'Eufrate dove alcuni pastori lo proteggono. Alcuni soldati si uniscono ad Arsace, e gli dicono che Zenobia è prigioniera. Arsace la vuole liberare e alla guida delle truppe di Palmira lancia un nuovo attacco contro i romani.
Nel palazzo, Aureliano propone a Zenobia di regnare insieme su Palmira. Zenobia rifiuta ancora. Più tardi, di notte, Arsace e Zenobia si incontrano al chiaro di luna e si abbracciano. Quando vengono scoperti dalle truppe romane, chiedono di essere messi a morte. Sebbene segretamente ammiri il loro coraggio e la reciproca devozione, Aureliano ordina che finiscano i loro giorni in celle separate. Publia, figlia del generale romano e segretamente innamorata di Arsace, supplica Aureliano di avere pietà di lui.
L'ultima scena si svolge in una grande sala del palazzo di Zenobia. I comandanti e i sacerdoti della sconfitta Palmira sono raccolti in supplica davanti ad Aureliano. Oraspe, Arsace e Zenobia vengono condotti nella stanza incatenati. Aureliano muta atteggiamento e libera Zenobia e Arsace concedendo loro di regnare insieme su Palmira a patto che entrambi giurino fedeltà all'Impero Romano. Essi accettano, e lodano Aureliano per la sua generosità. Il coro canta gioioso «Torni sereno a splendere all'Asia afflitta il dì.»

## Numeri musicali
- Sinfonia

### Atto I
- 1 Introduzione Sposa del grande Osiride (Coro, Gran Sacerdote, Zenobia, Arsace, Oraspe)
- 2 Aria Stava, dirà la terra (Gran Sacerdote)
- 3 Marcia, coro e Cavatina Vivi eterno, o grande Augusto - Cara patria, il mondo trema (Aureliano)
- 4 Duetto Pensa che festi a Roma (Aureliano, Arsace)
- 5 Coro Venga Zenobia, o Cesare
- 6 Gran Scena Cedi, cedi, a lui t'arrendi - Là pugnai, la sorte arrise (Zenobia, Coro)
- 7 Finale Primo Chi sa dirmi, o mia speranza (Arsace, Zenobia, Aureliano, Coro, Licinio, Oraspe)

### Atto II
- 8 Coro Del Cielo, ahi miseri
- 9 Duetto Se liberta t'è cara (Aureliano, Zenobia)
- 10 Coro, scena ed aria L'Asia in faville è volta - Perché mai le luci aprimmo (Arsace)
- 11 Rondò Ah, non posso, al mio tesoro (Arsace, Coro)
- 12 Aria Più non vedrai quel perfido (Aureliano)
- 13 Terzetto Mille sospiri e lagrime (Zenobia, Arsace, Aureliano)
- 14 Aria Non mi lagno che il mio bene (Publia)
- 15 Coro Nel tuo core unita sia
- 16 Finale Secondo Copra un eterno oblio (Aureliano, Coro, Publia, Oraspe, Licinio, Zenobia, Arsace)

## Organico orchestrale
La partitura di Rossini prevede l'utilizzo di
- 2 flauti (anche ottavini), 2 oboi, 2 clarinetti, 2 fagotti
- 2 corni, 2 trombe, trombone
- timpani, grancassa
- archi

Per i recitativi secchi
- pianoforte (violoncello e contrabbasso ad libitum)

## Incisioni discografiche
| Anno | Cast (Aureliano, Zenobia, Arsace)                          | Direttore                | Etichetta     |
| ---- | ---------------------------------------------------------- | ------------------------ | ------------- |
| 1981 | Paolo Barbacini, Luciana Serra, Helga Müller-Molinari      | Giacomo Zani             | Ars Nova      |
| 1991 | Ezio Di Cesare, Denia Mazzola Gavazzeni, Luciana D'Intino  | Giacomo Zani             | Nuova Era     |
| 1995 | Donald George, Tatjana Korovina, Angelo Manzotti           | Francesco Corti          | Bongiovanni   |
| 2012 | Kenneth Tarver, Catriona Smith, Silvia Tro Santafé         | Maurizio Benini          | Opera Rara    |
| 2018 | Juan Francisco Gatell, Silvia Dalla Benetta, Marina Viotti | José Miguel Pérez-Sierra | Naxos Records |

## Registrazioni video
| Anno | Cast (Aureliano, Zenobia, Arsace)           | Direttore          | Etichetta       |
| ---- | ------------------------------------------- | ------------------ | --------------- |
| 2011 | Bodgan Mihai, Maria Aleida, Franco Fagioli  | Giacomo Sagripanti | Bongiovanni     |
| 2014 | Michael Spyres, Jessica Pratt, Lena Belkina | Will Crutchfield   | Unitel Classica |